# Asmate permutaria
Asmate permutaria là một loài bướm đêm trong họ Geometridae.